# Slet
Slet är en förort cirka 5 kilometer syd-sydväst om centrala Århus i Danmark. Som närmaste grannar har Slet förorten Holme mot öst, förorten Tranbjerg mot syd och lite längre bort förorterna Viby mot norr och Hasselager mot väst.
Omkring Slet ligger ett stort område med arbetsplatsbebyggelse. Här ligger bland annat många TDC-faciliteter och partihandeln Metro Cash & Carry.